# Boban Petrović
Pour les articles homonymes, voir Petrović.
Boban Petrović (en serbe : Бобaн Петровић), né le 19 juillet 1957, à Kruševac, en République socialiste de Serbie et mort le 27 septembre 2021, est un ancien joueur yougoslave de basket-ball. Il évolue durant sa carrière au poste de pivot.

## Palmarès
- 3e du championnat du monde 1982
- Finaliste du championnat d'Europe 1981
- Coupe Korać 1978, 1979
- Champion de Yougoslavie 1979, 1981
- Coupe de Yougoslavie 1979